# 핀란드 사자 훈장

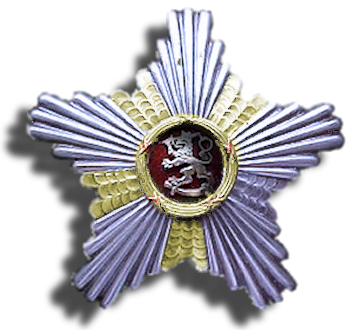

핀란드 사자 훈장(핀란드어: Suomen Leijonan ritarikunta 수오멘 레이요난 리타리쿤타[*])은 핀란드의 훈장 중 하나다. 자유십자장, 핀란드 백장미 훈장과 함께 핀란드의 3대 기사단 훈장을 구성한다. 사자 훈장은 백장미 훈장보다 한 단계 격이 낮고 체육공로십자장보다 한 단계 격이 높다. 핀란드의 대통령이 이 3개 기사단 훈장의 기사단장을 겸한다. 군사 및 민사 분야에 대해 수훈한다.
백장미 훈장이 남발되어 격이 떨어지는 것을 방지하기 위한 취지로 1942년 9월 11일에 백장미 훈장보다 격이 낮은 사자 훈장이 제정되었다. 사자란 핀란드의 국장에 9송이 백장미와 함께 그려진 칼을 든 사자를 의미한다.
7개 등급이 있으며, 모든 등급의 약장은 암적색이다.

## 등급
- 핀란드 사자 사령관대십자장
- 핀란드 사자 일등사령관장
- 핀란드 사자 사령관장
- 핀란드 사자 프로 핀란디아 메달 (예술가 및 문필가 대상 수훈)
- 핀란드 사자 일등기사장
- 핀란드 사자 기사장
- 핀란드 사자 공로십자장